# Seeschlacht bei Plymouth
Dover – Plymouth – Elba – Kentish Knock – Dungeness – Portland – Livorno – Gabbard – Scheveningen
In der Seeschlacht bei Plymouth im Ersten Englisch-Niederländischer Krieg errang am 26. August 1652, (am 16. August 1652 nach dem in England benutzten Julianischen Kalender) die Flotte der Vereinigten Provinzen der Niederlande unter Michiel de Ruyter einen Sieg über die Flotte des Commonwealth von England unter George Ayscue.

## Vorgeschichte
De Ruyter hatte 1641 ein Kommando in einer Flottille gehabt und Portugal geholfen, als er am 29. Juli 1642 zum Vizekommandeur der niederländischen Flotte ernannt wurde. Nun befehligte er in Abwesenheit von Vizeadmiral Witte de With einen Verband, der einen großen Handelskonvoi beschützen sollte.
Da noch nicht alle Schiffe bereit waren, stach de Ruyter mit 23 Kriegsschiffen und sechs Brandern in See, um die Flotte Ayscues (40 Schiffe) zu suchen. Die holländischen Schiffe mit zusammen 600 Kanonen waren in einem schlechten Zustand und die 1700 Mann Besatzung war schlecht ausgebildet. Im Englischen Kanal stieß De Ruyter auf Ayscue, der aber einem Kampf auswich. Um die Engländer zu provozieren, kreuzte er vor der Küste von Sussex und verursachte einen Aufruhr unter der dortigen Bevölkerung. Ayscue wartete jedoch ab, obwohl seine Flotte auf 42 Schiffe angewachsen war. Währenddessen verlor de Ruyter zwei Schiffe durch Kollision, als sie einen Handelsfahrer zur Mündung der Somme eskortierten.
Inzwischen war der niederländische Handelskonvoi ausgelaufen und weitere zehn Kriegsschiffe begleiteten ihn. De Ruyter traf ihn vor Gravelines in der südlichen Nordsee und sollte ihn auf seinem Weg in den Atlantik schützen. Die meisten Handelsschiffe und die zehn Begleitschiffe hatten als Ziel das Mittelmeer, während De Ruyters Kriegsschiffe im Atlantik auf Handelsfahrer aus Westindien warten sollten. Die Flotte erreichte am 23. August den Kanal.

## Die Schlacht
Die englische Flotte bestand aus 47 Schiffen: 38 Kriegsschiffe und bewaffnete Handelsschiffe, fünf Brandschiffe, vier kleinere Schiffe. Die niederländische Flotte umfasste die ursprünglichen 21 Kriegsschiffe, 10 weitere Begleitschiffe und 60 Handelsschiffe. Der friesische Admiral Joris Pieterszoon van den Broeck  kommandierte die Nachhut, De Ruyter das Zentrum und der holländische Admiral Jan Aertsen Verhoeff die Vorhut.
Am 25. August entdeckten die Engländer den niederländischen Konvoi vor Plymouth. Am nächsten Tag versuchte Ayscue einen direkten Angriff aus dem Norden, mit dem Vorteil des besseren Windes, doch De Ruyter änderte seinen Kurs und die niederländischen Kriegsschiffe stellten sich den Engländern entgegen, um die Handelsschiffe zu schützen. Die englischen Schiffe waren schwerer bewaffnet, aber in schlechte Ordnung geraten: In Erwartung leichter Beute waren die schnellen Schiffe weit voraus gefahren und hatten ihre Formation verlassen. Sie konnten keine Schlachtlinie mehr bilden und auch nicht die Überlegenheit ihrer Feuerkraft ausnutzen. Die Niederländer mit Kurs Nordwest hielten eine Verteidigungslinie in Lee.
Gegen 16 Uhr traf die niederländische Flotte auf die vordersten englischen Schiffe und beide Parteien eröffneten sofort das Feuer. Den Niederländern gelang es, sich nördlich der englischen Schiffe zu setzen, sie wendeten und griffen erneut an. Die Schlacht zerfiel in Einzelgefechte, in denen die stärksten der englischen Schiffe von zahlreichen niederländischen Schiffen umringt waren. Der langsamere Rest der englischen Flotte, mit schlecht ausgebildeter Besatzung bemannt, erreichte nun erst die Schlacht.
Das größte niederländische Schiff, die Vogelstruys der Niederländischen Ostindien-Kompanie, mit 18-Pfündern bestückt, wurde vom Rest ihrer Flotte getrennt, von drei englischen Schiffen angegriffen und geentert. Die Besatzung wollte sich schon ergeben, doch der friesische Kapitän Douwe Aukes drohte, zuvor das Schiff zu sprengen. Im Angesicht dieser Drohung besannen sich die Männer, drängten das Enterkommando von Bord und schlugen die englischen Schiffe in die Flucht.
Die Niederländer folgten ihrer bewährten Taktik und schossen mit Kettenkugeln auf Mast und Takelage, so dass die feindlichen Schiffe manövrierunfähig wurden. Gegen Abend brach Ayscue den Kampf ab und zog sich Richtung Plymouth zurück. Beide Seiten hatten große Verluste zu beklagen: Die Niederländer hatten 60 Tote und 50 Verwundete, die Engländer 700 Tote und Verwundete, dazu verloren sie ein Brandschiff.
De Ruyter verfolgte die englische Flotte und am Morgen des nächsten Tages befanden sich beide Flotten weiterhin nahe beieinander. De Ruyter hoffte, einige Nachzügler abfangen zu können. Einige englische Schiffe wurden abgeschleppt und hätten bei einem Angriff aufgegeben werden müssen. Doch Ayscue gelang es, sein gesamtes Geschwader zurück nach Plymouth zu bringen.
De Ruyter bestimmte zwei Kriegsschiffe, die Handelsflotte durch den Kanal in den Atlantik zu begleiteten. Doch er verwarf seinen Plan, die ankernde Feindflotte anzugreifen, und als er erfuhr, dass Admiral Robert Blake mit einer überlegenen Flotte von 72 Schiffen nach Westen lief, zog er sich in den Atlantik zurück, sammelte im September zwölf ankommende Handelsfahrer aus Westindien ein und begleitete sie sicher in den Kanal. Am 2. Oktober erreichten sie Calais und De Ruyters Schiffe hatten die letzten Vorräte verbraucht, acht oder neun Schiffe mussten repariert werden. Blake hatte unterdessen vor einem Sturm Schutz in Torbay suchen müssen.

## Folgen
Ascuye verlor nach der Niederlage sein Kommando, womöglich auch aus politischen Gründen, da er mit der royalistischen Partei des Bürgerkrieges sympathisierte.
Die Gier nach Beute war bei den Engländern eine verbreitete Einstellung, der im ersten Kriegsjahr die Flottendisziplin noch untergeordnet war. Erst in der Seeschlacht bei Gabbard versuchten sie, die militärische Überlegenheit zu See zu gewinnen.
Die niederländische Bevölkerung feierte De Ruyter als Seehelden. Für ihn war der Sieg ein wichtiger Schritt in seiner Karriere. Er erhielt den Spitznamen Seelöwe. Noch vor seiner Rückkehr in die Heimat nahm er an der Seeschlacht bei Kentish Knock teil. Bei seiner Ankunft in Middelburg erhielt er eine goldene Ehrenkette und 100 flämische Pfund für beide Schlachten: für „männlichen Mut“ in der ersten und für „mutige Vorsicht“ in der zweiten, als er Witte de With vom rechtzeitigen Rückzug überzeugte.

## Beteiligte Schiffe
Es gibt keine vollständige Liste, besonders auch der englischen Schiffe. Die niederländischen Einheiten umfassen die 23 ursprünglichen Kriegsschiffe und sechs Brander, mit denen De Ruyter von Wielingen aufbrach.

### Vereinigte Provinzen (De Ruyter)
| Vereinigte Provinzen (De Ruyter) | Vereinigte Provinzen (De Ruyter)                     | Vereinigte Provinzen (De Ruyter) | Vereinigte Provinzen (De Ruyter)           |
| Schiff                           | Schiffstyp/Admiralität                               | Kanonen                          | Kapitän                                    |
| -------------------------------- | ---------------------------------------------------- | -------------------------------- | ------------------------------------------ |
| Vogelstruys                      | Schiff der VOC                                       | 40                               | Douwe Aukes                                |
| Vrede                            | Schiff der VOC                                       | 40                               | Pieter Salomonszoon                        |
| Haes in 't Veldt                 | Schiff von Seeland                                   | 30                               | Leendert den Haen                          |
| Sint Nicolaes                    | Admiralität von Friesland an der Somme gesunken      | 23                               | Andries van den Boeckhorst                 |
| Liefde                           | Admiralität von Seeland                              | 26                               | Joost Banckert de Jonge                    |
| Kleine Neptunis                  | VOC                                                  | 40                               | Pieter Salomonszoon                        |
| Haes in 't Veldt                 | Schiff von Seeland                                   | 28                               | Michiel de Ruyter, Kapitän Jan Pauwelszoon |
| Albertina                        | Admiralität von Friesland                            | 24                               | Rombout van der Parre                      |
| Sint Pieter                      | Admiralität von der Maas                             | 28                               | Jan Janszoon van der Valck                 |
| Westergo                         | Admiralität von Friesland Zweites Schiff im Kommando | 28                               | Joris Pieterszoon van den Broecke          |
| Engel Michiel                    | Admiralität von Amsterdam                            | 40                               | Emmanuel Zalingen                          |
| Drie Coningen                    | Admiralität von Amsterdam                            | 38                               | Lucas Albertszoon                          |
| Gelderland                       | Admiralität von der Maas an der Somme beschädigt     | 28                               | Cornelis van Velsen                        |
| Graaf Hendrik                    | Admiralität von Friesland                            | 30                               | Jan Renderszoon Wagenaer                   |
| Wapen van Swieten                | Schiff von Seeland                                   | 28                               | Jacob Sichelszoon                          |
| Kasteel van Medemblick           | Admiralität des Nordens                              | 26                               | Gabriel Antheunissen                       |
| Westcapelle                      | Schiff von Seeland                                   | 26                               | Cleas Janszoon Sanger                      |
| Eendraght                        | Admiralität von der Maas                             | 24                               | Andries Fortuijn                           |
| Amsterdam                        | Admiralität von Amsterdam                            | 36                               | Simon van der Aeck                         |
| Faeme                            | Schiff von Seeland                                   | 36                               | Cornelis Loncke                            |
| Schaepherder                     | Admiralität von Friesland                            | 28                               | Albert Pieterszoon Quaboer                 |
| Sarah                            | Admiralität von Friesland                            | 24                               | Hans Karelszoon Becke                      |
| Hector van Troye                 | Admiralität von Friesland                            | 24                               | Reinier Sekema                             |
| Rotterdam                        | Admiralität von der Maas Drittes Schiff im Kommando  | 26                               | Jan Arentsen Verhaeff                      |
| Hoop                             | Brander, Admiralität von Amsterdam                   |                                  | Thomas Janszoon Dijck                      |
| Amsterdam                        | Brander                                              |                                  | Jan Overbeecke                             |
| Gekroonde Liefde                 | Brander, Schiff von Seeland                          |                                  | Jacob Herman Visser                        |
| Orangieboom                      | Brander, Admiralität von Amsterdam                   |                                  | Leendert Arendszoon de Jager               |
| Sinte Maria                      | Brander, Admiralität von Amsterdam                   |                                  | Jan Cleaszoon Corff                        |
| Goude Saele                      | Brander, Admiralität von Amsterdam                   |                                  | Cornelis Beecke                            |

### England (George Ayscue)
| England (George Ayscue) | England (George Ayscue) | England (George Ayscue) | England (George Ayscue)     |
| Schiff                  | Schiffstyp              | Kanonen                 | Kapitän                     |
| ----------------------- | ----------------------- | ----------------------- | --------------------------- |
| George                  | Flaggschiff             | 52                      |                             |
| Amity                   |                         | 36                      | Admiral Michael Pack        |
| Success                 | Handelsschiff           | 30                      |                             |
| Ruth                    | Handelsschiff           | 30                      |                             |
| Brazil frigate          | Handelsschiff           | 24                      |                             |
| Malaga Merchant         | Handelsschiff           | 30                      |                             |
| Increase                | Handelsschiff           | 36                      | Thomas Varvell              |
| Vanguard                |                         | 46                      | Vizeadmiral William Haddock |
| Success                 |                         | 36                      | William Kendall             |
| Pelican                 |                         | 42                      | Joseph Jordan               |
| Pearl *                 |                         | 24                      | Roger Cuttance              |
| John and Elizabeth *    | Handelsschiff           | 26                      |                             |
| George Bonaventure *    | Handelsschiff           | 20                      | John Crampe                 |
| Anthony Bonaventure     | Handelsschiff           | 36                      | Walter Hoxon                |
| Unity                   | Handelsschiff           |                         |                             |
| Maidenhead              | Handelsschiff           | 36                      |                             |
| Constant Anne           | Ketsch                  |                         |                             |
| Bachelor                | Ketsch                  |                         |                             |
| Charity                 | Brander                 |                         | Simon Orton – Aufgegeben    |

Mit * markierte Schiffe sind unsicher